# Temple vaudois de Bordighera
Le temple vaudois de Bordighera est située au 41  de la via Vittorio Veneto de Bordighera, sur la Riviera ligure (Italie). La paroisse est membre de l'Église évangélique vaudoise.

## Historique
Aux XIXe et XXe siècles, Bordighera était fréquentée en majorité par des Anglais, cependant il y avait aussi beaucoup de touristes allemands. Les plus connus sont l’impératrice Victoria de Prusse, femme de l’empereur Frédéric III, le baron Friederich von Kleudgen, le baron Raphaël Bischoffsheim, le peintre Hermann Nestel et le botaniste Ludovic Winter.
Les fidèles anglicans avaient bâti leur propre église en 1873, tandis que les protestants n'en avaient pas. Le baron Moritz von Bernus s'investit alors de la mission d'organiser le financement pour bâtir ce lieu de culte tant attendu. En 1901 le baron, avec l’aide d’une association de Francfort, a acheté un terrain via Bischoffsheim, l'actuelle via Vittorio Veneto, pour bâtir une église évangélique, qui a été inaugurée le 20 mars 1904. L’église fut bâtie par l’architecte Rudolph Winter, fils de Ludovic Winter. 
Dès le début l'association de Francfort a permis aux autres cultes, qui en avaient besoin, d'utiliser le bâtiment pour leurs célébrations. 
En 1941, l’église évangélique vaudoise devient la propriétaire de l’édifice, fidèle à la tradition elle continue de le prêter, comme le faisait l'association de Francfort. Aujourd'hui le temple est souvent une scène appréciée pour des concerts et des conférences, organisés en collaboration avec la municipalité de Bordighera ou des associations culturelles.